# Pierre Larquey
Pierre Larquey fue un actor francés nacido el 10 de julio de 1884 en Cénac en un lugar llamado Guardia (Gironda) y falleció el 17 de abril de 1962 en Maisons-Laffitte.
Es uno de los grandes papeles secundarios del cine francés desde la década de 1930 hasta la década de 1950.

## Biografía
Hijo de un carretero, Pierre Larquey duda en irse al seminario y luego se involucra en las tropas coloniales en Madagascar. Prueba suerte en el teatro y abandona el conservatorio de Burdeos con un primer premio de comedia. Viene a París y entra en el Théâtre des Variétés, donde permanecerá quince años. Realmente no comenzó su carrera cinematográfica hasta 1931, a la edad de 47 años.
Sus papeles más conocidos son los L'assassin habite au 21 (1942) y el Dr. Michel Vorzet en Le Corbeau (1943), dos películas hechas por Henri-Georges Clouzot, y la de Thames en Topaze qu'il jouera deux fois, en 1936 en la versión hecha por Louis Gasnier, y luego en 1951 en la versión hecha por Marcel Pagnol.
En sus recuerdos de teatro (Cinématurgie de Paris, 1966), Marcel Pagnol cuenta que Larquey, entonces comerciante de juguetes, fue contratado para desempeñar un papel muy pequeño en la creación de Topaze después de una competencia entre aficionados. Su talento y la deserción de un actor hicieron que Pagnol y André Lefaur le confiaran el papel más importante de Thames.
También es la voz del lamplighter (« La consignh, c'est la consigne ... ») en el disco Petit Prince grabado en 1954, con Gérard Philipe y Georges Poujouly.
Pierre Larquey muere de un ataque al corazón el 17 de abril de 1962 y está enterrado en Maisons-Laffitte.
Ha jugado en 233 películas y 11 películas de televisión.

## Filmografía

### Años 1910
- 1911 : Le Nabab, cortometraje de Albert Capellani.
- 1911 : Patrie, cortometraje de Albert Capellani.
- 1913 : Germinal de Albert Capellani.

### Años 1920
- 1924 : Monsieur le directeur de Robert Saidreau.

### Años 1930
- 1931 : Le Disparu de l'ascenseur de Giulio del Torre : Michaud, le secrétaire de rédaction.
- 1931 : Les Gaietés de l'escouade o Vive la classe, cortometraje de Maurice Cammage : l'adjudant.
- 1931 : Prisonnier de mon cœur de Jean Tarride, según la pieza de Paul Gordeaux y de Marcel Espiau.
- 1931 : Sola de Henri Diamant-Berger : le commandant.
- 1931 : Tout s'arrange de Henri Diamant-Berger : l'ami de monsieur Ribadet.
- 1931 : L'Amour à l'américaine de Claude Heymann : le maître d'hôtel dans le rêve.
- 1932 : Affaire classée o Le coup de minuit, cortometraje de Charles Vanel : un forain.
- 1932 : Le Chien jaune de Jean Tarride.
- 1932 : L'Enfant du miracle de Maurice Diamant-Berger : M. Durieux, père.
- 1932 : La Claque, cortometraje de Robert Péguy.
- 1933 : Topaze de Louis Gasnier : Tamise.
- 1933 : Il était une fois de Léonce Perret.
- 1933 : Mariage à responsabilité limitée de Jean de Limur : Georges Lambert, le mari.
- 1933 : Madame Bovary de Jean Renoir : Hippolyte.
- 1934 : Casanova de René Barberis : M. Pogomas.
- 1934 : Le Grand Jeu de Jacques Feyder : M. Gustin.
- 1934 : Les Misérables de Raymond Bernard : le secrétaire de Monsieur Madeleine, maire de Montreuil-sur-Mer.
- 1934 : La Rue sans nom de Pierre Chenal : le petit vieux, consommateur.
- 1934 : Un fil à la patte de Karl Anton : Bouzin, le clerc de notaire.
- 1934 : Vive la compagnie de Claude Moulin : le sergent Poponaz.
- 1934 : L'Auberge du petit dragon de Jean de Limur : le commissaire.
- 1934 : Le Cavalier Lafleur de Pierre-Jean Ducis : l'adjudant Gonfaron.
- 1934 : La Cinquième Empreinte o Lilas blancs de Karl Anton : Richard, le pâtissier.
- 1934 : Ces messieurs de la noce, cortometraje de Germain Fried.
- 1934 : L'École des auteurs, cortometraje de Germain Fried : M. Bouton.
- 1934 : L'École des contribuables de René Guissart : M. Menu.
- 1934 : Le Greluchon délicat o Valet de cœur de Jacques Natanson : le tapissier.
- 1934 : L'Hôtel du libre échange de Marc Allégret : M. Pinglet
- 1934 : Zouzou de Marc Allégret : le père Mélé.
- 1934 : L'Or dans la rue de Kurt Bernhardt : M. Torbier.
- 1934 : Le Scandale de Marcel L'Herbier : M. Parizot.
- 1934 : Le Paquebot Tenacity de Julien Duvivier : l'ivrogne.
- 1934 : Si j'étais le patron de Richard Pottier : Jules.
- 1934 : Trois de la marine de Charles Barrois : Gruchon.
- 1934 : Un homme en or de Jean Dréville : M. Moineau
- 1934 : Compartiment de dames seules de Christian-Jaque : M. Monicourt
- 1935 : Antonia, romance hongroise de Max Neufeld y Jean Boyer : le garçon.
- 1935 : L'École des resquilleurs, cortometraje de Germain Fried.
- 1935 : Justin de Marseille de Maurice Tourneur : le bègue.
- 1935 : Nous ne sommes plus des enfants de Augusto Genina : M. Breton.
- 1935 : Les Beaux Jours de Marc Allégret : le père de Pierre.
- 1935 : Le Bébé de l'escadron de René Sti : M. Mazure, le fonctionnaire.
- 1935 : Le Chant de l'amour de Gaston Roudès : Casimir.
- 1935 : Le Clown Bux de Jacques Natanson : le clown Boum.
- 1935 : Deuxième Bureau de Pierre Billon : l'adjudant Colleret.
- 1935 : Fanfare d'amour de Richard Pottier : Émile.
- 1935 : Un oiseau rare o Les Deux Gagnants de Richard Pottier : Valentin.
- 1935 : Les Frères Brothers, cortometraje de Pablo Laborde.
- 1935 : Gangster malgré lui, cortometraje d'André Hugon.
- 1935 : J'aime toutes les femmes de Karel Lamač : M. Weissmaier.
- 1935 : La Mariée du régiment de Maurice Cammage.
- 1935 : Un soir de bombe de Maurice Cammage : M. Baudry-Duclin, banquier et Basu, le clochard.
- 1935 : La Petite Sauvage o Cupidon au pensionnat de Jean de Limur : M. Dagobert, le concierge.
- 1935 : La Rosière des halles de Jean de Limur : M. Lucien Dunois, romancier.
- 1935 : La Marmaille de Dominique Bernard-Deschamps : M. Bouton, le menuisier.
- 1935 : Poliche de Abel Gance.
- 1935 : Dédé de René Guissart.
- 1935 : À la manière de…, cortometraje de Paul Laborde : M. Fine, le prétendant de Mme Capefigue.
- 1936 : La main passe, cortometraje de André Hugon : le beau-père.
- 1936 : La Carte forcée, cortometraje de André Hugon.
- 1936 : Le Disque 413 de Richard Pottier : M. Belinsky, le fonctionnaire.
- 1936 : Les Grands de Félix Gandera : M. Chamboulin, le pion.
- 1936 : La Joueuse d'orgue de Gaston Roudès : M. Magloire
- 1936 : La Loupiote de Jean Kemm et Jean-Louis Bouquet : le père Ballot.
- 1936 : Ménilmontant de René Guissart : le père Jos.
- 1936 : Messieurs les ronds-de-cuir de Yves Mirande : le conservateur.
- 1936 : Sept hommes, une femme de Maurice Cammage : M. Langlois.
- 1936 : Radio, documental de Maurice Cloche : lui-même.
- 1936 : Le Roman d'un spahi de Michel Bernheim : le colonel.
- 1936 : Tarass Boulba de Alexis Granowsky : Sachka.
- 1936 : La Terre qui meurt, de Jean Vallée : le père Lumineau.
- 1936 : Une poule sur un mur de Maurice Gleize : Bob Pouvrier.
- 1936 : Prête moi ta femme de Maurice Cammage : Adolphe Rissolin.
- 1937 : Romarin d'André Hugon : M. Laquus, l'épicier de Cassis.
- 1937 : Ces dames aux chapeaux verts de Maurice Cloche : Ulysse Hyacinthe.
- 1937 : La Citadelle du silence de Marcel L'Herbier : M. Barteck.
- 1937 : Le Club des aristocrates de Pierre Colombier : M. Miser.
- 1937 : La Griffe du hasard de René Pujol : M. Lappe.
- 1937 : Trois artilleurs au pensionnat de René Pujol : M. Zéphitard, le pharmacien.
- 1937 : L'Habit vert de Roger Richebé : M. Pinchet, le secrétaire perpétuel.
- 1937 : Mademoiselle ma mère de Henri Decoin : le maître d'hôtel.
- 1937 : Police mondaine de Michel Bernheim y Christian Chamborant : le commissaire Picard.
- 1937 : Rendez-vous Champs-Élysées de Jacques Houssin : Totor.
- 1937 : Un scandale aux Galeries o Et avec ça madame de René Sti : M. Lafila.
- 1938 : Les Filles du Rhône de Jean-Paul Paulin : M. Fabregas.
- 1938 : Nuits de princes de Vladimir Strijewski : Chouvaloff.
- 1938 : Un soir à Marseille de Maurice de Canonge : M. Parpèle, le reporter.
- 1938 : Adrienne Lecouvreur de Marcel L'Herbier : M. Pitou.
- 1938 : Le Mariage de Véréna de Jacques Daroy : Gustave.
- 1938 : Titin des Martigues de René Pujol : M. Lacroustille.
- 1938 : Ça c'est du sport de René Pujol : M. Trapon.
- 1938 : Trois artilleurs en vadrouille de René Pujol : M. Zéphitard.
- 1938 : La Chaleur du sein de Jean Boyer : M. Dalaciaux, le patron.
- 1938 : La Cité des lumières de Jean de Limur : Alexis, le serviteur.
- 1938 : Clodoche ou Sous les ponts de Paris de Raymond Lamy et Claude Orval : Clodoche.
- 1938 : Monsieur Coccinelle de Dominique Bernard-Deschamps : M. Coccinelle.
- 1938 : Le Monsieur de cinq heures de Pierre Caron : M. Montredon.
- 1938 : Prince de mon cœur de Jacques Daniel-Norman : M. Sekov, le préfet de police.
- 1938 : Trois artilleurs à l'opéra de André Chotin : M. Zéphitard.
- 1938 : Un fichu métier de Pierre-Jean Ducis : Casimir, le valet du prince .
- 1939 : Les Gangsters du château d'If de René Pujol : Esprit Saint.
- 1939 : Fort Dolorès de René Le Hénaff : M. Jefke Vandenbom, le belge.
- 1939 : Grand-père o Femmes de demain de Robert Péguy : le grand-père.
- 1939 : Son oncle de Normandie o La fugue de Jim Baxter de Jean Dréville : Maître Cureau.
- 1939 : Moulin Rouge de André Hugon : M. Perval, le directeur du Moulin Rouge.
- 1939 : Les Otages de Raymond Bernard : Maître Fabien, huissier.
- 1939 : La Tradition de minuit de Roger Richebé : M. Béatriz, le comptable.
- 1939 : Une main a frappé de Gaston Roudès : M. Valta et Toto, la puce.
- 1939 : Un gosse en or de Georges Pallu : M. Durand.
- 1939 : Un homme et sa femme de Jean Dréville : M. Moineau.

### Años 1940
- 1940 : L'Émigrante de Léo Joannon : M. Monrozat.
- 1941 : Sixième étage de Maurice Cloche : M. Hochepot.
- 1941 : L'Empreinte du dieu de Léonide Moguy : M. Mosselmans.
- 1941 : Espoirs de Willy Rozier : M. Martin.
- 1941 : Fromont jeune et Risler aîné de Léon Mathot.
- 1941 : Nous les gosses de Louis Daquin : le père Finot.
- 1942 : Soyez les bienvenus o Les nouveaux pauvres de Jacques de Baroncelli (filmada en 1940) : le régisseur.
- 1942 : Le Lit à colonnes de Roland Tual : Dix doigts.
- 1942 : Pension Jonas de Pierre Caron : Barnabé Trignol, le clochard.
- 1942 : L'Amant de Bornéo de Jean-Pierre Feydeau y René Le Hénaff : M. Lajoie.
- 1942 : L'assassin habite au 21 de Henri-Georges Clouzot : M. Colin.
- 1942 : Le Bienfaiteur de Henri Decoin : M. Noblet.
- 1942 : Le journal tombe à cinq heures de Georges Lacombe : M. Phalantin.
- 1942 : Le Mariage de Chiffon de Claude Autant-Lara : Jean, le domestique.
- 1942 : Le Voile bleu de Jean Stelli : Antoine Lancelot.
- 1943 : Des jeunes filles dans la nuit de René Le Hénaff : Anatole Bonnefous.
- 1943 : La Grande Marnière de Jean de Marguenat : M. Malaizot.
- 1943 : La Main du diable de Maurice Tourneur : Ange.
- 1943 : Une étoile au soleil de André Zwobada.
- 1943 : Le Secret de madame Clapain de André Berthomieu : M. Hurteau.
- 1943 : Le Corbeau de Henri-Georges Clouzot : le docteur Vorzet.
- 1943 : L'Homme qui vendit son âme de Jean-Paul Paulin : l'abbé Lampin.
- 1944 : La Rabouilleuse de Fernand Rivers d'après Honoré de Balzac : Jean-Jacques Rouget.
- 1944 : L'Ange de la nuit de André Berthomieu : M. Heurteloup.
- 1944 : La Collection Ménard de Bernard Roland : le psychiatre.
- 1945 : Le Père Goriot de Robert Vernay : le père Goriot.
- 1946 : Monsieur Bibi o Faut ce qu'il faut de René Pujol (film tourné en 1940).
- 1946 : Adieu chérie de Raymond Bernard : Édouard.
- 1946 : Jéricho de Henri Calef : Béquille.
- 1946 : Sérénade aux nuages de André Cayatte : le jardinier.
- 1946 : Sylvie et le Fantôme de Claude Autant-Lara : le baron Édouard.
- 1946 : La Tentation de Barbizon de Jean Stelli : Jérôme Chambon.
- 1947 : La Cabane aux souvenirs o Un homme perdu de Jean Stelli : le pacha.
- 1947 : La Colère des dieux de Karel Lamač : Emmanuel.
- 1947 : La Femme en rouge de Louis Cuny : le père Simon.
- 1947 : La Nuit de Sybille de Jean-Paul Paulin : M. Ancelin.
- 1947 : Six heures à perdre de Alex Joffé y Jean Levitte : Joseph.
- 1947 : Carré de valets de André Berthomieu : Arthur.
- 1947 : Quai des Orfèvres de Henri-Georges Clouzot : Émile Latour, chauffeur de taxi.
- 1948 : Fiacre 13, film tourné en deux époques, « Castigo » et « Delitto », de Raoul André : le père Loriot.
- 1948 : La Renégate de Jacques Séverac : Ricardo.
- 1948 : La Femme que j'ai assassinée de Jacques Daniel-Norman : René Dufleuve.
- 1948 : La Nuit blanche de Richard Pottier : Émile.
- 1948 : Passeurs d'or de Émile-Georges De Meyst : le père Maès.
- 1948 : Le Secret de Monte-Cristo de Albert Valentin d'après Alexandre Dumas : Jacob Muller.
- 1949 : La Bataille du feu o Les Joyeux conscrits de Maurice de Canonge : Pascal Brignoux.
- 1949 : La Maternelle de Henri Diamant-Berger : M. Paulin.
- 1949 : Millionnaires d'un jour de André Hunebelle : le père Jules Martin, centenaire.
- 1949 : Le Portefeuille, cortometraje de André Cerf.
- 1949 : Ronde de nuit de François Campaux : M. Labiche.
- 1949 : Fausse monnaie, cortometraje d'André Cerf.

### Años 1950
- 1950 : Le Furet de Raymond Leboursier : M. Thiais, alias : le professeur Star, astrologue.
- 1950 : Menace de mort o Aventure à Pigalle de Raymond Leboursier : M. Morel.
- 1950 : Le Grand Cirque de Georges Peclet : le curé.
- 1950 : On n'aime qu'une fois o La caille de Jean Stelli : M. Ravanel.
- 1950 : Plus de vacances pour le bon dieu de Robert Vernay : le père Antoine.
- 1950 : La Souricière d'Henri Calef : M. Gravelle.
- 1950 : Les Anciens de Saint-Loup de Georges Lampin : M. Jacquelin, le directeur du collège.
- 1951 : La Peau d'un homme de René Jolivet : Frédéric Sabat, criminologue.
- 1951 : La Belle Image de Claude Heymann y Marcel Aymé : l'oncle Antonin.
- 1951 : Mammy o La faute d'un fils de Jean Stelli  : le docteur André Pierre.
- 1951 : Le Mariage de mademoiselle Beulemans de André Cerf : le curé.
- 1951 : Topaze de Marcel Pagnol : M. Tamise, un instituteur.
- 1951 : L'Anglais tel qu'on le parle, mediometraje de Jean Tedesco.
- 1951 : Le Dindon de Claude Barma y Georges Feydeau : Jérôme.
- 1951 : Monsieur Octave película inédita de Maurice Téboul : M. Octave.
- 1951 : Et ta sœur de Henri Lepage : Maître Blaisois.
- 1951 : Le Passage de Vénus de Maurice Gleize : Virgile Séguin.
- 1951 : Poil de carotte de Paul Mesnier y Jules Renard : le parrain.
- 1951 : Trois Vieilles Filles en folie de Émile Couzinet : Sébastien.
- 1952 : Monsieur Leguignon lampiste de Maurice Labro : M. Petitot.
- 1952 : Le Curé de Saint-Amour de Émile Couzinet : Célestin, le domestique.
- 1952 : La Danseuse nue de Pierre Louis : M. Charmois, l'impresario.
- 1952 : Mon mari est merveilleux de André Hunebelle : le père Henri.
- 1952 : Grand Gala de François Campaux : M. Punch, le clown.
- 1952 : Le Trou normand de Jean Boyer : M. Testu, le bistrot.
- 1953 : Le chasseur de chez Maxim's de Henri Diamant-Berger : le chanoine Merceu.
- 1953 : Faites-moi confiance de Gilles Grangier : Merlin,l'enchanteur.
- 1953 : La Famille Cucuroux de Émile Couzinet : Jean, le valet de chambre.
- 1953 : Trois jours de bringue à Paris de Émile Couzinet : M. Colladan.
- 1953 : Fièvre aphteuse, fléau mondial o Au secours des bêtes, cortometraje de Édouard Logereau.
- 1953 : Maternité clandestine de Jean Gourguet : Pépère, le clochard.
- 1953 : Si Versailles m'était conté... de Sacha Guitry : un gardien de musée.
- 1953 : Tabor de Georges Péclet : l'aumônier.
- 1954 : Minuit... Champs-Élysées de Roger Blanc : M. Gilbert.
- 1954 : Le Congrès des belles-mères de Émile Couzinet : le maire.
- 1954 : Les Diaboliques de Henri-Georges Clouzot : M. Drain, un instituteur.
- 1954 : Napoléon de Sacha Guitry : Hippolyte Passementier (escena cortada en edición).
- 1955 : La Madelon de Jean Boyer : le curé.
- 1955 : Si Paris nous était conté de Sacha Guitry : Pierre Broussel.
- 1955 : Bonjour sourire de Claude Sautet : voix de Pierre Larquey à la radio.
- 1956 : Ah ! Quelle équipe de Roland Quignon : M. Pierre, le gardien du garage.
- 1956 : Assassins et Voleurs de Sacha Guitry : le maître nageur.
- 1956 : Les sorcières de Salem de Raymond Rouleau : Francis Nurse.
- 1957 : C'est arrivé à 36 chandelles d'Henri Diamant-Berger : lui-même.
- 1957 : Les Espions de Henri-Georges Clouzot : le chauffeur de taxi.
- 1957 : L'Or de Samory película inédita de Jean Alden-Delos.
- 1958 : Mon coquin de père de Georges Lacombe : M. Breton.
- 1958 : La P... sentimentale de Jean Gourguet : le grand-père de Paty.
- 1958 : La Vie à deux de Sacha Guitry et Clément Duhour : Anselme, (escena cortada en edición).
- 1959 : Soupe au lait de Pierre Chevalier : le pharmacien.
- 1959 : Par-dessus le mur de Jean-Paul Le Chanois : le trimardeur.
- 1959 : Ça n'arrive qu'aux vivants de Tony Saytor : le gardien de nuit.

### Años 1960
- 1960 : Dossier 1413 d'Alfred Rode : M. Baranger, chimiste biologiste.
- 1960 : Le Président de Henri Verneuil : le vieil Augustin, cultivateur.
- 1961 : Les Bras de la nuit de Jacques Guymont : M. Belleau.
- 1961 : La Fille du torrent de Hans Herwig.
- 1961 : La Traversée de la Loire de Jean Gourguet.

## Televisión
- 1952 : La Poudre aux yeux de Claude Barma.
- 1954 : Capitaine Alcindor d'Albert Riéra.
- 1954 : Le Square des miracles de Jean-Jacques Vierne.
- 1955 : Le Cercle de Claude Loursais.
- 1956 : Une Enquête de l'Inspecteur Ollivier de Marcel Cravenne, episodio : Le chemin du canal .
- 1956 : Topaze de Jean Kerchbron.
- 1957 : Les Grands de André Leroux.
- 1957 : L'Habit vert de Marcel Cravenne.
- 1959 : Les Vacances de Brutus de Michel Mitrani.
- 1960 : Les hommes proposent de André Hugues.
- 1961 : Ôtez votre fille, s'il vous plaît de Marcel Cravenne : M. Verminois.

## Teatro
- 1922 : La Belle Angevine de Maurice Donnay y André Rivoire, théâtre des Variétés.
- 1923 : Un jour de folie de André Birabeau, théâtre des Variétés.
- 1927 : Un miracle de Sacha Guitry, théâtre des Variétés.
- 1928 : Topaze de Marcel Pagnol, théâtre des Variétés.
- 1931 : Pile ou face de Louis Verneuil, théâtre des Variétés.
- 1934 : Mon crime de Georges Berr y Louis Verneuil, théâtre des Variétés.
- 1942 : Père de Édouard Bourdet, théâtre de la Michodière.
- 1944 : Monsieur chasse ! de Georges Feydeau, misma en escena Jean Darcante, Le Palace.
- 1947 : Savez-vous planter les choux ? de Marcel Achard, misma en escena Pierre Fresnay, théâtre de la Michodière.
- 1957 : L'Habit vert de Robert de Flers y Gaston Arman de Caillavet, misma en escena Marcel Cravenne.

## Anécdota
Fue el primer actor en interpretar a Louis de Funès en el cine en 1945 en La Tentation de Barbizon de Jean Stelli.